# Branceilles
Branceilles is een gemeente in het zuiden van het Franse departement Corrèze (regio Nouvelle-Aquitaine) en telt 236 inwoners (1999). De plaats maakt deel uit van het arrondissement Brive-la-Gaillarde.

## Wijn
In het dorp produceert een coöperatie van plaatselijke boeren een eigen wijn, genaamd Mille et une Pierres ("duizend en één stenen"), een verwijzing naar de rotsige grond in het gebied. Ze produceren drie soorten wijn: een roséwijn, een gewone rode wijn en een rode wijn gerijpt op eikenhouten vaten.

## Geografie
De oppervlakte van Branceilles bedraagt 11,8 km², de bevolkingsdichtheid is 20,0 inwoners per km².
De onderstaande kaart toont de ligging van Branceilles met de belangrijkste infrastructuur en aangrenzende gemeenten.

## Demografie
Onderstaande figuur toont het verloop van het inwonertal.